# غوتليب ويبر
غوتليب ويبر هو دراج سويسري، ولد في 26 يوليو 1910 في أوستر في سويسرا، وتوفي في 4 نوفمبر 1996.

## وصلات خارجية
- غوتليب ويبر على موقع أرشيف الدراجات (الإنجليزية)
- غوتليب ويبر على موقع إحصائيات الدراجات الإحترافية (الإنجليزية)
- غوتليب ويبر على موقع أوليمبيديا (الإنجليزية)